# 31338 Lipperhey
31338 Lipperhey è un asteroide della fascia principale. Scoperto nel 1998, presenta un'orbita caratterizzata da un semiasse maggiore pari a 3,9748166 UA e da un'eccentricità di 0,0579647, inclinata di 9,57082° rispetto all'eclittica.